# Salif Traoré (homme politique ivoirien)
Pour les articles homonymes, voir Salif Traoré et Traoré.
Salif Traoré, connu sous le surnom de Commandant Tracteur, est un ancien chef de guerre ivoirien charismatique, une des figures importantes de la rébellion des Forces nouvelles (FN),  qui participa activement à la prise d’Abidjan lors de la crise post-électorale de 2010-2011.
Ancien fonctionnaire de la Banque africaine de développement (BAD), il a rejoint la rébellion conduite par Guillaume Soro dès les premières heures du déclenchement de la crise le 19 septembre 2002.
Un haut fait d’armes dans la région de Gohitafla au début de la rébellion de 2002 lui vaut le surnom qu'il s'est choisi, « tracteur ». A la tête d’un détachement de dozos et de pêcheurs bozos, il s'est en effet emparé sans coup férir d’une poudrière et a ramené à sa base quantité d’armes et de munitions « comme un tracteur ».
Le Commandant Tracteur et ses partisans furent des acteurs majeurs de la crise de 2010-2011.
Salif Traoré est resté proche de Guillaume Soro et peut-être d’Issiaka Ouattara dit Wattao.
A l'issue de la guerre, il est pendant quelque temps chargé de la question des ex-combattants par le ministère de la Défense. Dans les faits, il aurait sous sa « protection » des milliers de combattants. Équipés de kalachnikovs et parfois d'armes lourdes, ils affirment être déployés dans toute la ville, utilisés comme gardes, souvent par des structures militaires ou d'Etat.
Son nom est mêlé à la mutinerie de mi-novembre 2014 au cours desquelles des soldats de l’ex-rébellion avaient manifesté et bloqué pendant une journée de nombreuses villes du pays, qui aboutira au paiement d’arriérés de soldes et des promotions pour près de 9 000 hommes.
Dans la nuit du 19 décembre 2014, il se fait arrêter par les forces de sécurité en compagnie de 25 de ses hommes au domicile de feu Marcel Gossio, ex-DG du Port autonome d’Abidjan, à Attoban, qu’il squattait. L’un de ses éléments est tué au cours de l'opération. Salif Traoré, détenu pendant près d’un mois, est relâché sur intervention de hautes autorités du pouvoir.
Lors des élections municipales à Abobo en 2018, il soutient soutenu Téhfour Koné, un proche de Guillaume Soro, candidat indépendant opposé candidat du pouvoir, le ministre de la Défense Hamed Bakayoko (Rassemblement des houphouëtistes pour la démocratie et la paix - RHDP).
Le 13 octobre 2018, il est en fuite tandis que cinq de ses éléments sont arrêtés pour troubles à l’ordre public et détention illégale d’armes.